# Loxoncus
Loxoncus es un  género de coleópteros adéfagos de la familia Carabidae.

## Especies
Comprende las siguientes especies:
- Loxoncus agilis (Peringuey, 1896)
- Loxoncus alacer (Dejean, 1831)
- Loxoncus ampandrandavae (Basilewsky, 1977)
- Loxoncus angustatus (Chaudoir, 1878)
- Loxoncus arrowi (Jedlicka, 1935)
- Loxoncus basilewskyi (Lecordier, 1978)
- Loxoncus circumcinctus (Motschulsky, 1858)
- Loxoncus coliensis A.Serrano, 1999
- Loxoncus discophorus (Chaudoir, 1852)
- Loxoncus elevatus Schmidt-Goebel, 1846
- Loxoncus gynuis Kataev, 2002
- Loxoncus hiekei Kataev, 2002
- Loxoncus horni (Schauberger, 1938)
- Loxoncus incisus (Andrewes, 1926)
- Loxoncus latus (Laferte-Senectere, 1853)
- Loxoncus madagascariensis (Alluaud, 1917)
- Loxoncus malaisei Kataev, 2002
- Loxoncus marginatus (W.J.Macleay, 1888)
- Loxoncus microgonus (Bates, 1886)
- Loxoncus mocquerysi (Alluaud, 1917)
- Loxoncus nagpurensis (Bates, 1891)
- Loxoncus planicollis (Bates, 1892)
- Loxoncus politus (Schauberger, 1937)
- Loxoncus procerus (Schaum, 1858)
- Loxoncus renitens (Bates, 1886)
- Loxoncus rutilans (Bates, 1889)
- Loxoncus schmidti Kataev, 2002
- Loxoncus seyrigi (Alluaud, 1936)
- Loxoncus sicardi (Jeannel, 1948)
- Loxoncus subagilis (Basilewsky, 1968)
- Loxoncus velox (Dejean, 1829)